# Wolfgang Wegener

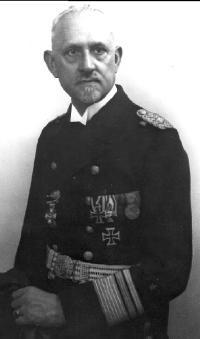
Vizeadmiral Wolfgang Wegener, ca. 1925

Wolfgang Wegener (* 16. September 1875 in Stettin; † 29. Oktober 1956 in Berlin-Zehlendorf) war ein Vizeadmiral sowie seestrategischer Denker.

## Leben

### Familie
Seine Eltern waren der Sanitätsrat Dr. med. Eduard Wegener (1837–1909) und dessen Ehefrau Martha, geborene Zitelmann (1847–1923). Wegener war evangelischer Konfession und heiratete in Berlin am 22. Juni 1901 Therese (Desi) von Gierke (1878–1966), Tochter des Otto von Gierke und der Lili Loening. Aus der Ehe gingen drei Söhne und eine Tochter hervor. Sein Sohn Edward war später Konteradmiral in der Bundesmarine.

### Militärkarriere
Nach dem Abschluss des humanistischen König-Wilhelms-Gymnasiums trat er unter dem Einfluss eines angeheirateten Onkels, des späteren Großadmirals Henning von Holtzendorff, am 16. April 1894 als Kadett in die Kaiserliche Marine ein. 1897–1899, zuletzt als Leutnant zur See, fuhr er auf dem Großen Kreuzer Deutschland; er nahm u. a. an einer Ostasienreise teil. Weitere Verwendungen fand er in der damals entscheidenden Waffe des Seekrieges, der Artillerie, als 1. Artillerieoffizier auf dem Großen Kreuzer Blücher (1909/10), dann 1912/17, zuletzt als Fregattenkapitän (seit 1917), als 1. Admiralstabsoffizier des I. Geschwaders. 1917/18 war Wegener Kommandant der Kleinen Kreuzer Regensburg. Er erhielt am 19. Juli 1918 das Kommando über die Nürnberg, die er nach dem Waffenstillstand in die Internierung nach Scapa Flow überführte.
Seit dem 21. Januar 1920 zum Kapitän zur See und 1923 zum Konteradmiral befördert, war er in der Reichsmarine ab 1920 bis zur Verabschiedung unter Verleihung des Charakters als Vizeadmiral 1926 Inspekteur der Marineartillerie in Wilhelmshaven. Hier legte Wegener Grundlagen für die im Zweiten Weltkrieg praktizierten Schießverfahren und technischen Neuerungen.

## Bedeutung und Werk
Seine Fähigkeiten als Seeoffizier wurden früh erkannt und führten zu Verwendungen, die als Auszeichnung galten. Seine eigentliche Begabung lag jedoch im publizistischen Bereich. Er verfasste früh zahlreiche interne Denkschriften und Artikel, zunächst zu taktischen und operativen, seit 1907 auch zu strategischen Themen. Unter dem prägenden Einfluss der ersten Kriegsmonate des Ersten Weltkriegs mit erwarteter, aber ausbleibender Seeschlacht gegen England gewann Wegener die grundlegende Erkenntnis, dass die Eigenart des Seekrieges eine Abkehr von tradierten Begriffen des Landkriegs erfordere.
Als eigentlicher Autor einer internen Denkschrift des I. Geschwaders der Hochseeflotte, die von seinem Vorgesetzten Wilhelm von Lans gedeckt und unter dessen Namen veröffentlicht wurde, hatte Wegener 1915 ein Schreiben, welches die Vorkriegsflottenrüstung und -strategie sowie die Seekriegsführung kritisierte, veröffentlicht. Der Brief forderte die Verantwortlichen (d. i. Tirpitz) auf, die Nordsee als Randschauplatz zu sehen und stattdessen den Fokus auf die Ostsee als strategischem Hinterland und Zufuhrweg für schwedisches Eisenerz anzuerkennen. Diese Denkschrift zirkulierte innerhalb der Marine und richtete sich indirekt gegen Tirpitz als maßgeblichen deutschen Verantwortlichen.
In der folgenden Denkschriftentrilogie, diesmal unter eigenem Namen (1915) veröffentlicht, entwickelte er seine Auffassung von Seegeltung und Seemacht und stellte als zwingende Voraussetzung für deren Gewinn das Vorhandensein einer in die Weltmeere vorgeschobenen geographischen Position heraus (Seemacht als Produkt von Flotte und Position).
In Die Seestrategie des Weltkrieges forderte er, dass „Deutschland den Weg zur Welt- und Seemacht, diesmal aber mit reifem Seemachtinstinkt noch einmal gehen“ müsse, dabei werden „die Angelsachsen“ automatisch als Gegner auftreten. Er entwickelte weiterhin seine Thesen zu einem umfassenden seestrategischen Konzept, von dem aus er die überkommene Tirpitz'sche Strategie, den darauf gegründeten Flottenbau (Risikogedanke), den defensiven Operationsplan in der Deutschen Bucht und den Glauben an eine finale Entscheidungsschlacht fundamental kritisiert. Entgegen dem darin verkörperten kontinentalen Denken rief Wegener zu seehaftem Denken auf.

### Reaktionen in der Reichsmarine
Noch immer im Banne der Tirpitz'schen Politik, reagierte die Marineführung mit kategorischer Ablehnung, die von Wegeners persönlicher Ausgrenzung und zum Ausschluss seiner Lehren aus der Marineausbildung und dem offiziellen Schrifttum bis zur Behinderung der Marinelaufbahn seines Sohnes Edward führte.
Im jüngeren Offizierskorps fanden Wegeners seestrategische Ideen dagegen Widerhall. Seine Thesen waren auch in der damaligen politischen Führung bekannt und mancherorts populär; sie wurden anlässlich der Besetzung von Dänemark und Norwegen 1940 als Begründung zitiert. Eine direkte geistige Urheberschaft daran, die ihm vornehmlich im Ausland zugeschrieben wurde, lässt sich jedoch nicht ableiten und verkennt Wegeners grundsätzliche Anliegen; das von ihm erwogene Vorschieben der seestrategischen Position nach Norden war für ihn ein Beispielfall, allenfalls eine Teillösung. Im Mittelpunkt seines Denkens stand der atlantische Seemachtsaspekt.

### Spätere Bewertungen
In der Bundeswehr, unter den Auspizien einer von Deutschland mitgetragenen atlantischen Politik, gewannen Wegeners seestrategische Leistungen neues Ansehen. Seine Seestrategie wurde zum Lehrstoff an der Bundeswehrakademie sowie der Marineschule Mürwik. Zunehmend wurden seine Gedanken auch in ausländischen Marinen gewürdigt. Sein Sohn, Konteradmiral Edward Wegener, hat sich zeitlebens um Vermittlung seines Erbes bemüht, es systematisiert und für das nukleare Zeitalter und die strategische Lage seiner Zeit weiterentwickelt. Einen bemerkenswerten Durchbruch brachte 1989 die Veröffentlichung der Seestrategie durch das renommierte US Naval Institute mit aufschlussreicher Einführung von Professor Holger H. Herwig, womit Wolfgang Wegeners Leistung weit über den Rahmen des eigenen Landes hinaus anerkannt wurde.
Es ist sein Verdienst, neues Licht auf die deutsche Flottenpolitik und Strategie vor und im Ersten Weltkrieg geworfen, in Deutschland die grundsätzlichen Kategorien des Seekrieges heimisch gemacht und das Denken in weltweiten ozeanischen Zusammenhängen angeregt zu haben. Das ist gerade in Deutschlands heutiger Rolle im atlantischen Verbund von Bedeutung, auch wenn seine Vorstellung, seine Erkenntnisse einer deutschen Weltmachtrolle dienstbar zu machen, heute nur noch geschichtliche Relevanz besitzt.
Wegener erklärte den Begriff „Seemacht“ als Produkt mehrerer Faktoren. Hierzu gehörten variable Größen, wie Industrialisierung, Machtstreben sowie Menge und Motivation der seefahrenden Bevölkerung. Verkürzt lautet seine Formel: „Seemacht ist das Produkt aus Flotte und Basis“. Edward Wegener erläuterte dies später mit dem Beispiel, dass die Seemacht der UdSSR den Wert Null betragen hätte, wäre die Sowjetflotte im Kaspischen Meer disloziert gewesen.

## Werke
- Die Seestrategie des Weltkrieges. Privatdruck 1925. Berlin 1929. 2. Auflage. 1941.